# Los Lobos (quadrilha)
Los Lobos é uma organização criminosa equatoriana especializada no tráfico de drogas e que trabalha como sicários para parceiros internacionais ou grupos aliados.  Los Lobos começou como um grupo dissidente do cartel de drogas Los Choneros, mas se separou em 2020 após a morte de Jorge Luis Zambrano, juntamente com Los Chone Killers e Los Tiguerones. O grupo tem mais de 8.000 membros e opera principalmente nas cidades de Latacunga, Cuenca e Machala, e também na província de Pastaza. Los Lobos participa das exportações de cocaína no Equador.

## História
Los Lobos começou como um grupo dissidente do cartel de drogas Los Choneros. Após o assassinato de Jorge Luis Zambrano, líder da quadrilha, em 2020, surgiu um vácuo na liderança da organização. Devido à sua posição enfraquecida, diversas gangues, incluindo Los Lobos, romperam e formaram uma nova aliança para combatê-los. Eles se autodenominavam Nueva Generación.
Os membros de Los Lobos estiveram envolvidos em vários motins em prisões em todo o Equador. Em 28 de setembro de 2021, uma disputa entre Los Lobos e Los Choneros na Penitenciária do Litoral, Guayaquil, levou a um motim que matou 123 presidiários e feriu mais de 80. Foi o motim prisional mais mortal da história do Equador. Em 4 de abril de 2022, eclodiram distúrbios na prisão de Turi, Cuenca, que mataram pelo menos 20 presidiários. Alexander Quesada, o líder de Los Lobos, e Marcelo Anchundia, o líder da gangue rival R7, estariam supostamente por trás do motim. Em 9 de maio de 2022, pelo menos 44 reclusos foram mortos e mais de 100 conseguiram escapar após um motim na prisão de Bellavista, Santo Domingo. O motim foi travado entre membros de Los Lobos e R7 na tentativa de matar Anchundia, que havia sido transferido para a prisão junto com Quesada.
Em Novembro de 2022, Los Lobos, juntamente com o seu aliado Los Tiguerones, estiveram por trás de uma onda de violência em todo o Equador depois de muitos dos seus membros terem sido transferidos da Penitenciária do Litoral, o que temiam que resultaria na perda de controle sobre a prisão. Durante a onda de violência, dois corpos decapitados foram encontrados pendurados em uma ponte, presos fizeram oito guardas como reféns, nove carros-bomba foram detonados nas províncias de Esmeraldas e Guayas, e cinco policiais foram morto a tiros.
Em 9 de agosto de 2023, homens mascarados que afirmavam ser membros de Los Lobos assumiram a responsabilidade pelo assassinato do candidato presidencial Fernando Villavicencio num vídeo. Num segundo vídeo, outros homens que se diziam membros de Los Lobos negaram ter desempenhado um papel no assassinato e disseram que estavam a ser incriminados.
Em 22 de abril de 2024, a polícia do Equador prendeu um dos líderes do Los Lobos, Fabrício Colón Pico Suárez, que fugiu da prisão em meio à crise de segurança que eclodiu no Equador em janeiro do mesmo ano.